# Политический кризис в Таиланде (2008—2010)
Политический кризис в Таиланде 2008—2010 годов — конфликт между консервативно-монархической оппозиционной группой Народный союз за демократию и популистской Партией народной власти.

## ПротестыНародного союза за демократию

### 2008

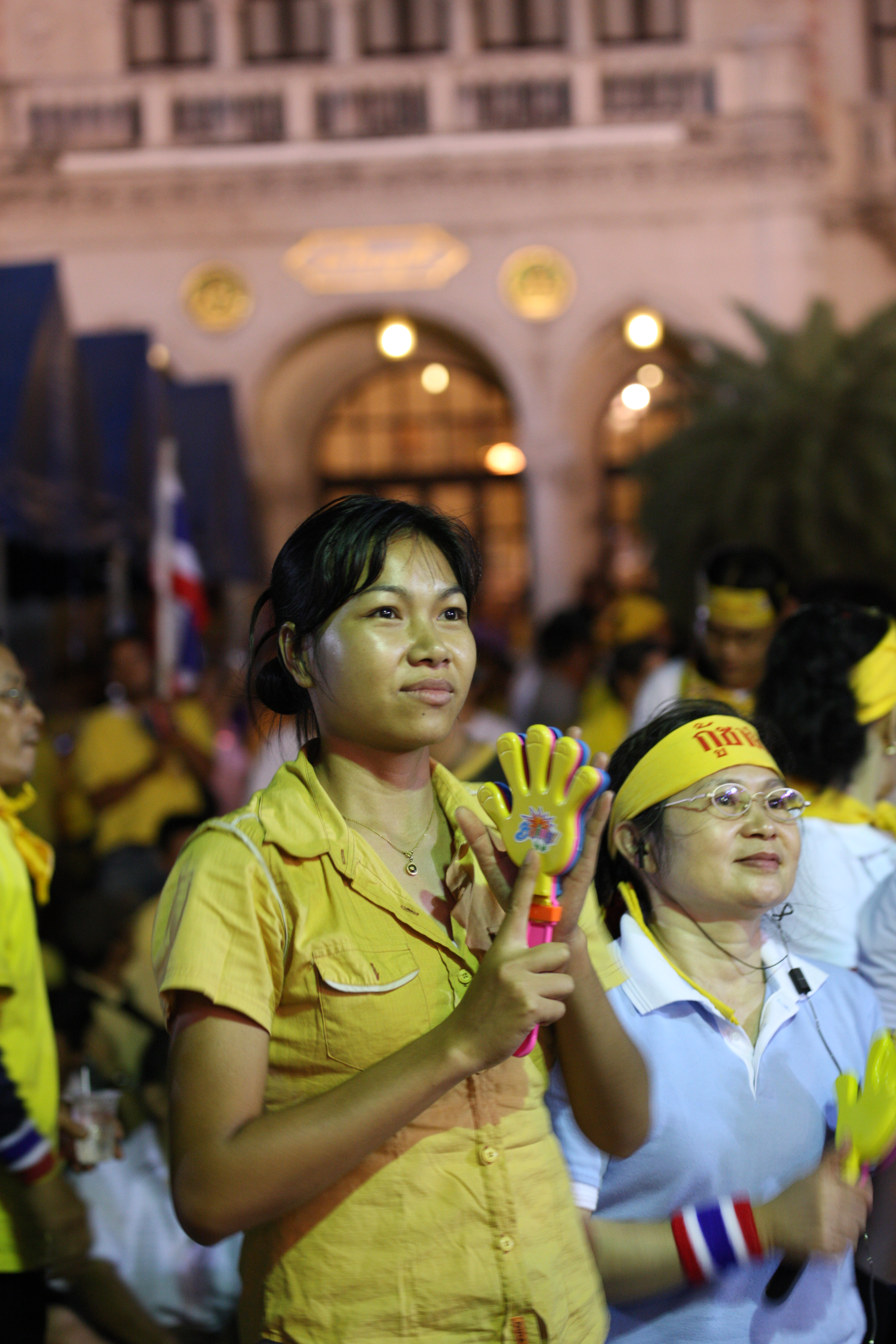
Демонстрация сторонников НСД в Бангкоке

В 2008 году после очередного военного переворота в Таиланде начался новый виток кризиса. Правительство во главе с Самаком Сунтхараветом столкнулось с акциями гражданского неповиновения, организованными оппозиционной партией «Народный союз за демократию» (НСД). Цветом протеста стал жёлтый — консервативный цвет, цвет Его Величества Пхумипона Адульядета, тогда как сторонники правительства выбрали красный. Главное требование оппозиционеров — отставка премьер-министра, связанного с кланом непопулярного экс-премьера Таксина Чиннавата.
Партия НСД начала длительные антиправительственные демонстрации в Бангкоке в мае 2008 года, они достигли критического уровня в конце августа, когда были захвачены резиденция правительства и несколько министерств. 2 сентября в Бангкоке было объявлено чрезвычайное положение: горожанам запрещено собираться больше 5 человек, в прессу не пропускаются материалы, угрожающие общественной безопасности, увеличены полномочия армии и полиции в отношении подозрительных лиц.
9 сентября Конституционный суд Таиланда вынес постановление о невозможности дальнейшего пребывания Сунтхаравета на посту премьер-министра на основании незаконного оплаченного участия в телевизионном шоу. Обязанности премьера стал исполнять первый вице-премьер Сомчай Вонгсават.
25 ноября — демонстранты захватили аэропорт.
2 декабря — Конституционный Суд Таиланда распустил правящую Партию Народной Власти, а также две другие партии, входившие в правящую коалицию. Кроме того, суд запретил 36 высокопоставленным чиновникам этих партий занимать какие-либо политические посты в течение ближайших 5 лет. Новым премьер-министром стал Апхисит Ветчачива

## ПротестыПартии народной власти

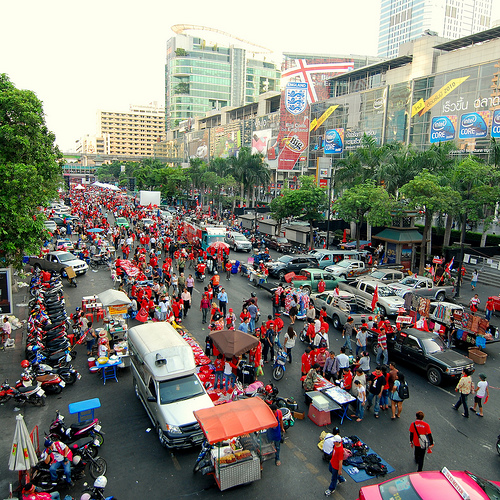
Демонстрация сторонников ПНВ в Бангкоке

### 2009
12 апреля 2009 года произошла очередная вспышка насилия, когда протестующим удалось захватить центр столицы. Суд Таиланда объявил зачинщиком беспорядков экс-премьера Таксина Чиннавата.
17 апреля 2009 года Зонди Линтонгкуль, один из лидеров желторубашечников, которые свергли Таксина Чиннавата, был ранен в плечо после того, как его машина была обстреляна неизвестными.
10 ноября 2009 года Таксин Чиннават, после нескольких месяцев пребывания в Дубае, переместил центр своей политической деятельности в Камбоджу, в связи с чем между Таиландом и Камбоджей возникла напряжённость в отношениях (послы обеих стран были обоюдно отозваны). Власти Камбоджи отказываются выдать Чиннавата Таиланду.

### 2010
К марту около 100 тысяч демонстрантов поддерживали Фронт защиты демократии от диктатуры. Главные требования протестующих: отставка правительства Апхисита Ветчачивы и проведения новых выборов
7 апреля оппозиция попыталась прорваться на территорию парламента, после чего правительство ввело в столице режим чрезвычайного положения, однако оппозиция не прекратила акции протеста. 8 апреля власти блокировали сигнал спутника, через который вещал «Народный телеканал».
11 апреля вспыхнули кровопролитные столкновения между демонстрантами и полицией. 18 человек погибло и 800 получили ранения.
22 апреля неизвестные обстреляли из гранатомётов столичную станцию наземного метро «Саладенг». Власти и оппозиция обвинили друг друга в провокации.
28 апреля полиция блокировала лагерь оппозиции в центре Бангкока на улице Ратчапрасонг, внутри которого 4-5 тыс. человек. Вокруг лагеря сосредоточены около 9 тыс. солдат и полицейских.
13 мая смертельно ранен в голову во время телеинтервью с японскими журналистами один из лидеров оппозиции Хаттия Савасдипол.

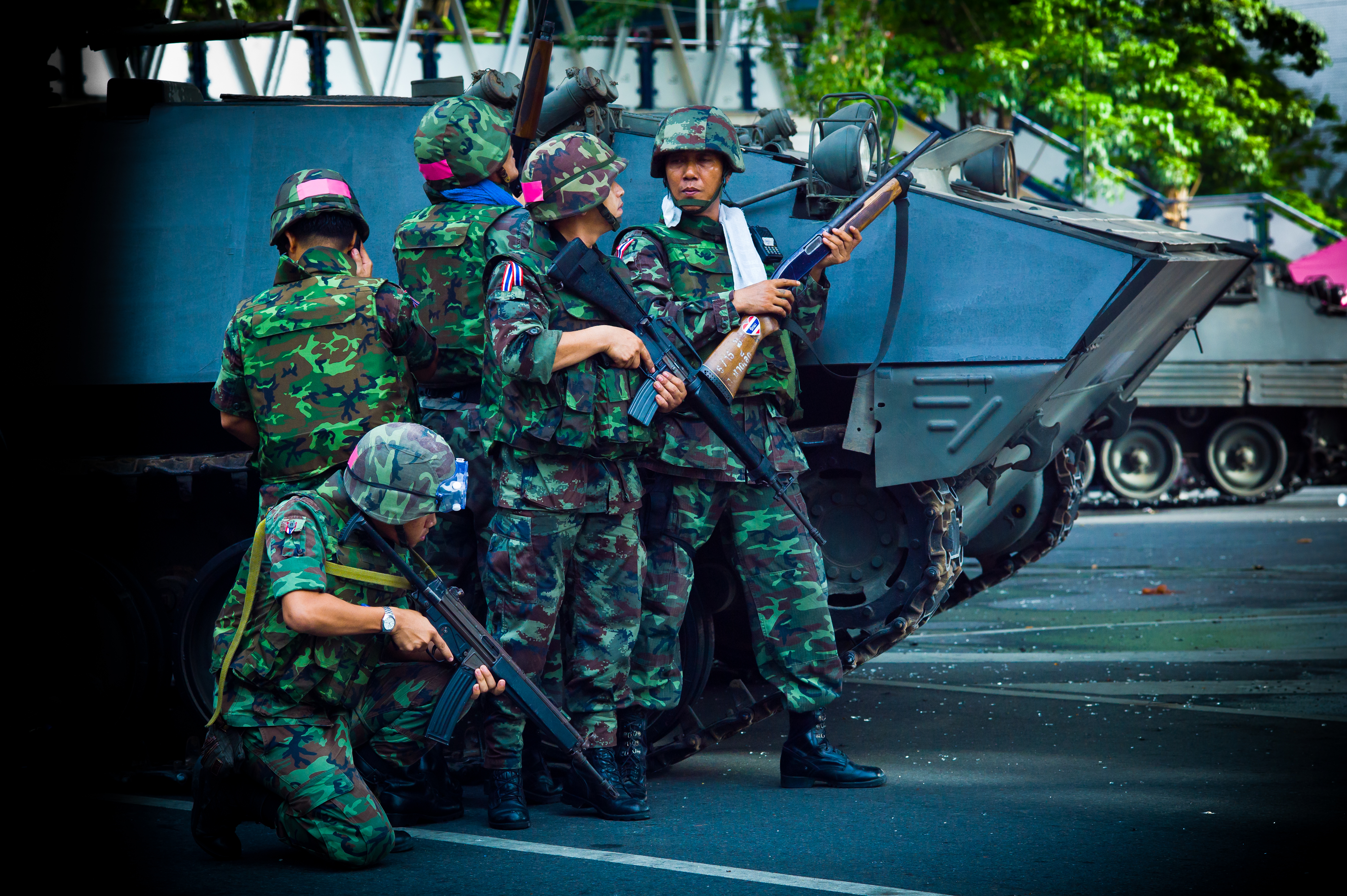
Тайские солдаты во время протестов 2010 года в Бангкоке

14 мая войска расстреляли демонстрацию оппозиции, убив около 20 человек.
19 мая войска начали штурм лагеря оппозиции в Бангкоке, где сосредоточилось около 3000 человек. К середине дня лидеры оппозиции сдались властям, однако беспорядки распространились на весь город (где были совершены поджоги 20 объектов, в том числе здания телекомпании Channel 3, отделений крупных банков и торгового центра), а также на другие города страны.
20 мая около 2 тыс. «краснорубашечников» укрылись в буддийском храме Ват Патхумван в центре столицы. В тот же день храм был «очищен» от «краснорубашечников» силами полиции. В целом, положение в Бангкоке, после 6 недель противостояния, стало более-менее стабильным после того, как правительственным силам удалось 20 мая освободить от протестующих находившийся в черте города лагерь оппозиционеров. Тем не менее, ситуация в стране всё ещё напряжённая, так как в провинциях ещё остаются тысячи «краснорубашечников».

## Экономический урон

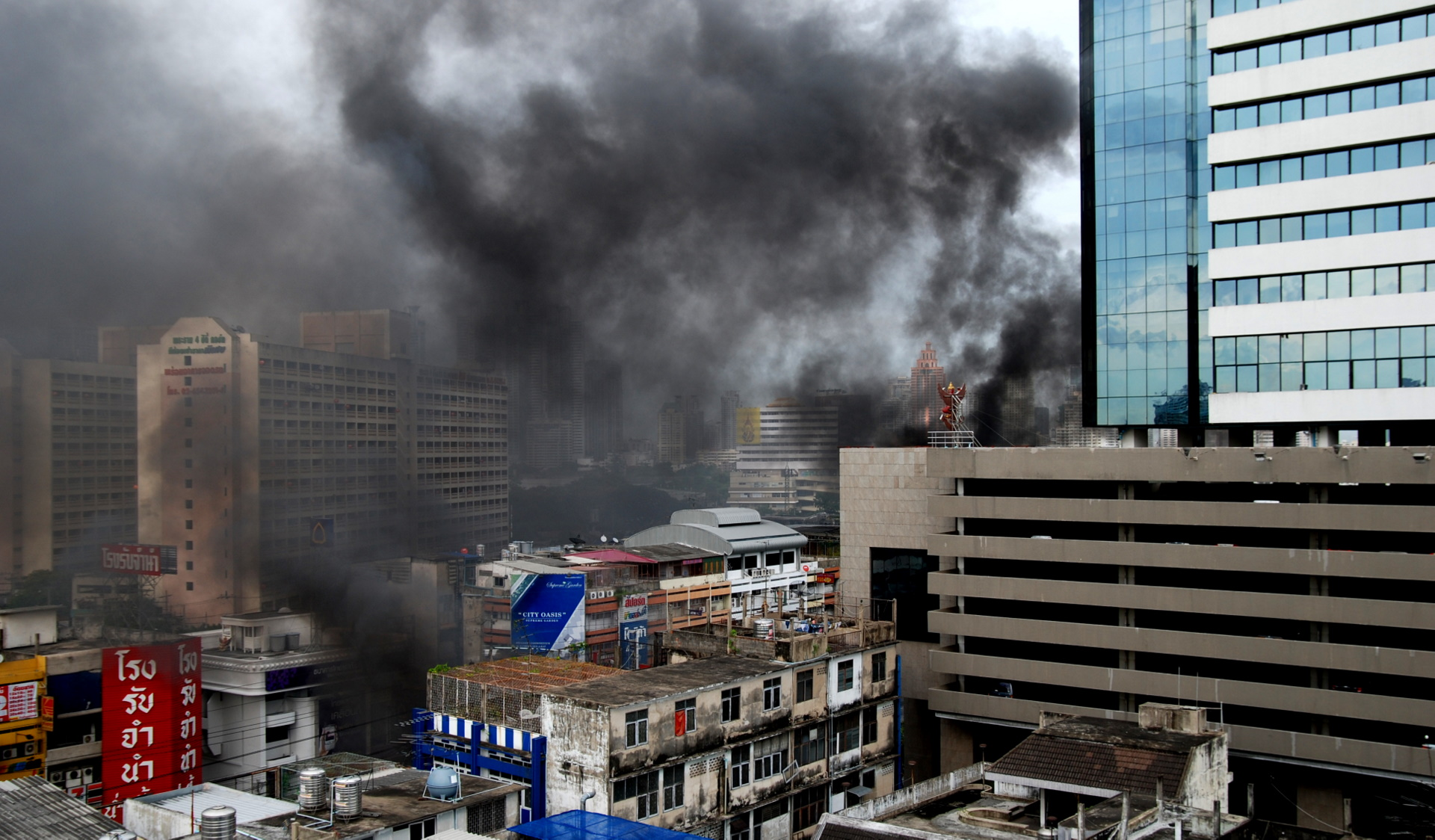
Дым от горящих шин висит над Бангкоком, 16 мая 2010 г.

После объявления чрезвычайного положения SET Index достиг самой низкой отметки с января 2007 года в 655,62, опустившись на 24,7 % после начала демонстраций «Народного союза за демократию» в мае. Также Банку Таиланда пришлось принять меры против падения курса национальной валюты.
В «Заявлении» Представительства Русской Православной Церкви В Королевстве Таиланд от 21 мая 2010 отмечалось: «Ведущие курорты Таиланда опустели. Близки к банкротству многие коммерческие компании, связанные с туристическим бизнесом и продажей недвижимости иностранцам, так как сделки по недвижимости в этом секторе, практически, замерли».